# David Gilmour (альбом)
David Gilmour — дебютный сольный альбом британского рок-музыканта Дэвида Гилмора (прежде всего известного как гитариста и ведущего вокалиста группы Pink Floyd), выпущенный в мае 1978 года в Великобритании и Соединённых Штатах соответственно. Пластинка была спродюсирована Гилмором самостоятельно и в основном состояла из блюзового гитарного материала, за исключением фортепианной баллады «So Far Away». Альбом достиг 17-го места в хит-параде Великобритании и 29-й позиции в чарте США, впоследствии получив в этой стране «золотую» сертификацию.

## История создания
Композиции, выпущенные в альбоме, были записаны в период с февраля по март 1978 года со звукоинженером Джоном Этчелсом на студии Super Bear Studios во Франции. Сведением материала, в той же студии, занимался Ник Гриффитс. Среди приглашённых на сессии студийных музыкантов фигурировали бас-гитарист Рик Уиллс и барабанщик Вилли Уилсон, которые оба ранее играли в группе The Jokers Wild вместе с Гилмором.
Обложка альбома, напечатанная лейблом EMI для первых релизов на LP, была разработана дизайнерской студией Hipgnosis совместно с Гилмором, и включала фотографию на которой были изображены: сам гитарист, Уиллс и Уилсон; на её задней стороне Гилмор был отмечен, как «клавишник и вокалист», хотя он также играл на гитаре. На последующих изданиях лейблов CBS/Columbia Гилмор фигурировал как «гитарист, клавишник, вокалист». Среди тех, кто изображен на внутренней стороне обложки также появилась тогдашняя жена Гилмора — Джинджер.
В качестве единственного сингла альбома была выпущена песня «There’s No Way Out of Here», который провалился в Европе, однако стал популярным на американских альбомно-ориентированных рок-радиостанциях. Первоначально эта песня была записана группой Unicorn (под названием «No Way Out of Here») для их пластинки Too Many Crooks 1976 года (американская версия изданная лейблом Harvest Records фигурировала под названием Unicorn 2), спродюсированной Гилмором. Впоследствии стоунер-рок-группа Monster Magnet записала кавер-версию этой композиции для своего лонгплея Monolithic Baby!.
Одна неиспользуемая мелодия, демоверсию которой Гилмор записал во время создания альбома, впоследствии была доработана им вместе с Роджером Уотерсом и была выпущена в качестве песни «Comfortably Numb» из альбома The Wall группы Pink Floyd. Тем не менее, в припеве баллады «So Far Away», включенной в альбом Гилмора, используется прогрессия мало чем отличающуюся от припева «Comfortably Numb», хотя и сыграна в другой тональности.
Точно так же песню «Short and Sweet» можно рассматривать как музыкальную предтечу композиции «Run Like Hell» (также выпущенной в The Wall), с её меняющими (при помощи педали эффектов) тональность аккордами к строю D, в которой исполнялась в пониженном строе D. «Short and Sweet» была написана в сотрудничестве с Роем Харпером, который позднее записал собственную версию для своего альбома The Unknown Soldier.

В интервью итальянскому радио Гилмор заявил, что он пытался превратить альбом в противоядие от политики «абсолютного совершенства» Pink Floyd: 
Дома я иногда берусь за акустическую гитару и начинаю играть что Бог на душу положит. Моя пластинка появилась на свет благодаря безумному желанию самовыразиться и стремлению быть максимально естественным.

## Выпуск и продвижение
| Оценки критиков               | Оценки критиков |
| Источник                      | Оценка          |
| ----------------------------- | --------------- |
| AllMusic                      | [ 10 ]          |
| Audio                         | (A/B)           |
| Billboard                     | без оценки      |
| Cashbox                       | без оценки      |
| Circus                        | без оценки      |
| Classic Rock                  | [ 15 ]          |
| Encyclopedia of Popular Music | [ 16 ]          |
| The Great Rock Discography    | [ 17 ]          |
| Hit Parader                   | без оценки      |
| Melody Maker                  | без оценки      |
| MusicHound                    | [ 20 ]          |
| Record World                  | без оценки      |
| RPM                           | без оценки      |
| Tentative Reviews             | [ 23 ]          |

Для продвижения альбома был снят рекламный фильм состоящий из пяти песен. В съёмках участвовал сам Гилмор, басист Рик Уиллс, барабанщик Вилли Уилсон, а также брат Гилмора Марк — сыгравший ритм-гитаре — и клавишник Иэн Маклэган. Музыканты исполнили композиции «Mihalis», «There’s No Way Out of Here», «So Far Away», «No Way» и «I Can’t Breathe More». В записи «There’s No Way Out of Here» и «So Far Away» также участвовали три бэк-вокалистки: Дебби Досс, Ширли Роден и Карлена Уильямс. Рекламный фильм был снял вживую в известном лондонском клубе The Roxy.
Кроме того, Гилмор активно продвигал альбом при помощи интервью в североамериканских СМИ и на FM-рок-радиостанциях, хотя Pink Floyd это было не свойственно. Благодаря этому альбом стал достаточно популярным — достигнув 29-го места в национальном американском хит-параде Billboard 200, что было лучшим показателем среди сольников Гилмора до выпуска пластинки On an Island в 2006 году, впоследствии альбом был отмечен «золотой» сертификацией в этой стране.
Альбом был выпущен 25 мая 1978 года в Великобритании и 17 июня 1978 года — в США, на лейблах Harvest и Columbia соответственно.
В интервью журналу Circus в 1978 году Гилмор отметил: «Этот альбом [David Gilmour] был важен для меня с точки зрения самоуважения. Поначалу я не считал, что мое имя само по себе достаточно весомо, чтобы стоило помещать его на обложку. Пребывание в группе столь долгий срок может вызвать некоторое чувство клаустрофобии, поэтому мне нужно было выйти из тени Pink Floyd».

### Вариации песен
Версии композиций в рекламном фильме отличаются от альбомных. Так, в треке «Mihalis» было более длительное гитарное соло, в свою очередь композиция «There’s No Way Out of Here» была немного короче, так как в ней отсутствовал один из куплетов, также концовка гитарного соло отличалась от той, что была в альбоме и в конце не обрывалась. Песня «So Far Away» имела расширенное соло в конце и завершалась в более быстром темпе, нежели на пластинке.
Во время исполнения «No Way» Гилмор сыграл финальное соло на гитаре Fender Esquire (с дисторшном) вместо использованной в альбоме гавайской гитары (также пропущенной через дисторшн), также «вживую» композиция не обрывалась как это было в альбоме (в ремастированной версии, выпущенной на компакт-диске, в композицию было включено расширенном соло Гилмора на гавайской гитаре — музыкант играет на ней высокие ноты на фоне фирменного Stratocaster, который звучит в нижнем регистре — параллельно). Средняя часть альбомной версии композиции, в которой звучит второе соло на гавайской гитаре, также было убрано из варианта трека исполненного для фильма.
Соло в конце песни «I Can’t Breathe Anymore» также было исполнено Гилмором только на Fender Esquire, в то время как в альбомной версии (и на ремастированном компакт-диске с расширенной кодой), на фоне этого соло звучит гавайская гитара пропущенная через дисторшн. Помимо этого, финал композиции «I Can’t Breathe Anymore» был длиннее, чем в альбоме.

## Список композиций
Все песни написаны Дэвидом Гилмором, за исключением «There’s No Way Out of Here», автором которой является Кен Бейкер. Все тексты написаны Гилмором, за исключением отмеченных.
| №  | Название                     | Текст песни               | Длительность |
| -- | ---------------------------- | ------------------------- | ------------ |
| 1. | «Mihalis» (инструментальная) |                           | 5:46         |
| 2. | «There’s No Way Out of Here» | Кей Бейкер                | 5:08         |
| 3. | «Cry from the Street»        | Дэвид Гилмор, Эрик Стюарт | 5:13         |
| 4. | «So Far Away»                |                           | 5:50         |

| №  | Название                           | Текст песни        | Длительность |
| -- | ---------------------------------- | ------------------ | ------------ |
| 5. | «Short and Sweet»                  | Гилмор, Рой Харпер | 5:30         |
| 6. | «Raise My Rent» (инструментальная) |                    | 5:33         |
| 7. | «No Way»                           |                    | 5:32         |
| 8. | «Deafinitely» (инструментальная)   |                    | 4:27         |
| 9. | «I Can’t Breathe Anymore»          |                    | 3:04         |

### Ремастеринговое издание 2006 года
14 августа 2006 года альбом был переиздан лейблом EMI Records в Европе в виде цифрового ремастерингового издания. 12 сентября 2006 года лейблы Legacy Recordings/Columbia Records выпустили ремастированную версию альбома на компакт-диске в США и Канаде. В ней представлены расширенные версии некоторых треков.
| №  | Название                           | Текст песни               | Длительность |
| -- | ---------------------------------- | ------------------------- | ------------ |
| 1. | «Mihalis» (инструментальная)       |                           | 5:55         |
| 2. | «There’s No Way Out of Here»       | Ken Baker                 | 5:20         |
| 3. | «Cry from the Street»              | Дэвид Гилмор, Эрик Стюарт | 5:13         |
| 4. | «So Far Away»                      |                           | 6:06         |
| 5. | «Short and Sweet»                  | Гилмор, Рой Харпер        | 5:30         |
| 6. | «Raise My Rent» (инструментальная) |                           | 5:47         |
| 7. | «No Way»                           |                           | 6:12         |
| 8. | «Deafinitely» (инструментальная)   |                           | 4:27         |
| 9. | «I Can’t Breathe Anymore»          |                           | 3:43         |

## Участники записи
- Дэвид Гилмор — ведущий вокал; электро- и акустические гитары; клавишные; гавайская гитара на треках «No Way» и «I Can’t Breathe Anymore»; фортепиано на треке «So Far Away»; губная гармоника на треке «There’s No Way Out of Here»
- Рик Уиллс — бас-гитара; бэк-вокал
- Вилли Уилсон[англ.] — ударные; перкуссия

Дополнительные музыканты:
- Мик Уивер[англ.] — дополнительное фортепиано на треке «So Far Away»
- Карлена Уильямс[англ.] — бэк-вокал на треках «There’s No Way Out of Here» и «So Far Away»
- Дебби Досс[англ.] — бэк-вокал на треках «There’s No Way Out of Here» и «So Far Away»
- Ширли Роден — бэк-вокал на треках «There’s No Way Out of Here» и «So Far Away»[2]

Технический персонал:
- Дэвид Гилмор — продюсер; дизайн обложки
- Hipgnosis — дизайн обложки; фотографии

## Позиции в хит-парадах
| Хит-парад                | Высшая позиция |
| ------------------------ | -------------- |
| New Zealand Albums Chart | 22             |
| Swedish Albums Chart     | 20             |
| UK Albums Chart          | 17             |
| US Billboard 200 Chart   | 29             |